# Подоль
Подоль — деревня в Ярославском районе Ярославской области. Входит в состав Курбского сельского поселения.

## География
Находится в восточной части Ярославской области на расстоянии приблизительно 32 км на запад-северо-запад по прямой от вокзала станции Ярославль Главный.

## История
Деревня была отмечена еще на карте 1798 года. В 1859 году здесь (тогда сельцо Романово-Борисоглебского уезда Ярославской губернии) было учтено 7 дворов, в 1898 — 8.

## Население
Численность населения: 36 человек (1859 год), 2 (русские 100 %) в 2002 году, 2 в 2010.